# World of Warcraft Classic
World of Warcraft Classic (também conhecido como World of Warcraft Vanilla) é uma opção de servidor para o MMORPG World of Warcraft. O Classic recria o jogo no estado em que estava antes do lançamento da sua primeira expansão, The Burning Crusade. Foi anunciado na BlizzCon 2017 e foi lançado em 26 de agosto de 2019.

## Jogabilidade
O Classic recria o World of Warcraft no estado em que o jogo se encontrava após o patch 1.12.1, por volta de setembro de 2006, antes do lançamento da expansão The Burning Crusade. O nível máximo dos personagens dos jogadores é definido em 60, todo conteúdo de expansão é ausente e toda a mecânica de jogo da versão original foi exatamente replicada. Como as múltiplas expansões do jogo mudaram drasticamente a jogabilidade desde a versão de lançamento, o Classic difere bastante da versão moderna do jogo.
Os jogadores podem escolher entre as oito raças originais de World of Warcraft : humanos, anões, gnomos e elfos noturnos da Aliança, e orcs, trolls, tauren e os Renegados da Horda. As nove classes originais estão presentes: druida, caçador, mago, paladino, sacerdote, ladino, xamã, bruxo e guerreiro. Como na versão original do jogo, apenas jogadores da Aliança podem se tornar paladinos, e apenas jogadores da Horda podem se tornar xamãs. Raças e classes adicionadas nas expansões, como worgen ou cavaleiros da morte, não estão disponíveis no jogo. O mundo do jogo é restaurado ao seu estado original pré-cataclismo e áreas de expansão como Outland não são acessíveis. 
Para emular o ciclo de lançamento de patches do jogo original, o conteúdo no Classic será lançado em fases. Isso significa que o conteúdo do jogo originalmente lançado em patches, como as invasões do Blackwing Lair, The Temple of Ahn'Qiraj e Naxxramas, campos de batalha como Warsong Gulch e Alterac Valley, e certos itens e missões estarão disponíveis após o lançamento, determinado por um cronograma intencional. Diferentemente do jogo original, esses patches de conteúdo não modificam a mecânica principal do jogo, como as habilidades dos personagens; o balanceamento do jogo está definido da versão 1.12.1 do jogo.

## Desenvolvimento
A opção de servidores clássicos tem sido uma solicitação de longa data na comunidade do World of Warcraft. Como as expansões do jogo geralmente substituíam o conteúdo antigo, muitos jogadores achavam que uma reversão para uma versão anterior era a única maneira de re-experimentar o conteúdo antigo do jogo. Isso se tornou especialmente verdadeiro quando a expansão Cataclysm reformulou todo o mundo do jogo da versão de lançamento, tornando certos conteúdos inacessíveis para sempre. A Blizzard estava ciente desse desejo, mas achou que a sobrecarga de desenvolvimento de manter duas versões divergentes do jogo era grande demais.
Em resposta à falta de servidores oficiais, muitos servidores privados foram criados pela comunidade na tentativa de replicar o estado original do jogo. O mais notável deles foi o Nostalrius, que foi aberto em fevereiro de 2015 e rapidamente cresceu em popularidade, com 800 000 contas registradas e 150 000 jogadores ativos até ser desligado em resposta a uma carta de Cease and desist em 10 de abril de 2016. Após o encerramento do servidor privado Nostalrius, uma petição da Change.org para servidores oficiais clássicos foi criada e recebeu mais de 200 000 assinaturas, e o ex-líder da equipe do World of Warcraft, Mark Kern, entregou-a pessoalmente ao presidente da Blizzard, Michael Morhaime. A Blizzard reconheceu os desejos da comunidade e afirmou que já discutiam internamente servidores legados há anos, mas problemas técnicos os impediam de implementá-los. Consequentemente, a equipe Nostalrius lançou seu código-fonte para o Valkyrie-WoW, outro servidor de WoW clássico privado de longa data, hospedado na Rússia, e os servidores Nostalrius retornaram em 17 de dezembro de 2016 sob o nome de Elysium Project, com o mesmo número de jogadores antes do desligamento em abril. 
Em 3 de novembro de 2017, na BlizzCon 2017, o então produtor executivo de World of Warcraft, J. Allen Brack, anunciou o Classic no palco durante o painel do WoW. Os detalhes do projeto foram revelados em entrevistas: seria uma recriação fiel da versão original do jogo, mas rodando na infraestrutura moderna. Uma postagem no blog do desenvolvedor publicada em 15 de junho de 2018 detalhou mais a implementação técnica, e um painel foi realizado durante a BlizzCon 2018, explicando o processo de desenvolvimento por trás do jogo. Para criar o Classic, a Blizzard transportou os dados e ativos originais do patch 1.12.1 do jogo para sua moderna infraestrutura de servidor e cliente. Isso permite que o Classic compartilhe grande parte do código-fonte entre a versão moderna do jogo, o que elimina a sobrecarga de desenvolvimento da manutenção de duas versões diferentes do jogo, e também significa que o Classic terá todas as melhorias de desempenho e segurança adicionadas ao servidor original do jogo e cliente que não tiveram na versão de 2006.  

## Recepção
A PC Gamer classificou o Classic em 80 de 100 e escreveu: "O WoW Classic é mais do que apenas uma nova versão de um jogo icônico; parece uma janela para um tempo em que interagir com pessoas on-line ainda parecia novo e emocionante". O jogo bateu mais de 1 milhão de espectadores simultâneos na Twitch, de acordo com o site TwitchMetrics. As lives atraíram uma audiência enorme para o jogo, que virou um fenômeno em poucas horas após seu lançamento.